# تالالی (استان آمور)
تالالی (به لاتین: Talali) یک منطقهٔ مسکونی در روسیه است که در استان آمور واقع شده‌است.